# 科切托夫卡农村居民点 (沃罗涅日州)
科切托夫卡农村居民点（俄语：Кочетовское сельское поселение）是俄罗斯联邦沃罗涅日州霍霍利斯基区所属的一个农村居民点。其下辖有个居民点，行政中心为科切托夫卡。据2016年统计，该农村居民点的人口为486人。